# Osaniszki
Osaniszki (biał. Асанішкі, Asaniški; ros. Осанишки, Osaniszki) – wieś na Białorusi, w obwodzie witebskim, w rejonie brasławskim. Wchodzi w skład sielsowietu Opsa.

## Historia
W 1886 roku wieś leżała w gminie Opsa, w powiecie nowoaleksandrowskim guberni kowieńskiej.
Wieś znajdowała się kaplica Ukrzyżowania Jezusa Chrystusa wzniesiona w 1835 r. przez Rozena. Miejscowość leżała w parafii w Pelikanach. Dobra należały do Ciechanowieckich, następnie Zynków, Rozenów i Eżbiety Zienkowiczowej. Do wsi należał młyn w Muruciszkach.  
W dwudziestoleciu międzywojennym  leżała w Polsce, w województwie nowogródzkim (od 1926 w województwie wileńskim), w powiecie dziśnieńskim (od 1926 w powiecie brasławskim), w gminie Bohiń a następnie w gminie Opsa.
Według Powszechnego Spisu Ludności z 1921 roku zamieszkiwało tu 5 osób, wszystkie były wyznania rzymskokatolickiego i zadeklarowały polską przynależność narodową. Był tu 1 budynek mieszkalny. W 1931 w 1 domu zamieszkiwało 8 osób.
Po agresji ZSRR na Polskę w 1939 roku wieś znalazła się pod okupacją sowiecką, w granicach BSRR. W latach 1941–1944 była pod okupacją niemiecką. Następnie leżała w BSRR. Od 1991 roku w Republice Białorusi.
Do 2004 r. wieś wchodziła w skład sielsowietu Widze.
11 maja 1885 r. w folwarku urodziła się Bogumiła Noiszewska, polska siostra zakonna ze Zgromadzenia Sióstr Niepokalanego Poczęcia Najświętszej Marii Panny, błogosławiona Kościoła katolickiego. Jej ojciec Kazimierz Noiszewski, lekarz i naukowiec, prowadził prywatną klinikę okulistyczną w kurorcie Pohulanka nad Dźwiną, niedaleko Dźwińska.